# 朝鮮王朝五百年
朝鮮王朝五百年または朝鮮王朝500年（ちょうせんおうちょう ごひゃくねん、朝鮮語: チョソンワンジョ オベンニョン、ハングル: 조선왕조 오백년）のタイトルを持つ作品のうち、本稿においては以下の2作品について述べる:
1. 大韓民国の小説家・脚本家シン・ボンスン（朝鮮語版）が脚本を担当し韓国MBCにて制作・放送された時代劇シリーズ。前11作品。
2. 上記シン・ボンスンがテレビドラマシリーズ用に執筆した脚本を基に執筆[1]、1985年に発表した小説作品。

## テレビドラマシリーズ
1983年3月31日から1990年12月23日にかけて放送された韓国MBCのテレビドラマ（時代劇）シリーズ。
第1作目の『太宗大王 -朝鮮王朝の礎-』から最終作の『大院君』までの全11作品よりなる。全作品において脚本をシン・ボンスンが担当し、演出はイ・ビョンフンやキム・ジョンハクらが担当している。
日本では『太宗大王 -朝鮮王朝の礎-』『暴君 光海君』『傀儡王 仁祖』『正祖大王 -偉大なる王の肖像-』がDVD化された他、1992年にNHK-BSで『壬辰倭乱』の総集編が『倭乱』の邦題で放送された。

### 作品一覧
| 順序     | タイトル                    | 原題          | 放送期間                       | 放送回数 |
| -------- | --------------------------- | ------------- | ------------------------------ | -------- |
| 1        | 太宗大王 -朝鮮王朝の礎-     | 추동궁 마마   | 1983年3月31日 - 1983年7月1日   | 27       |
| 2        | 根の深い木                  | 뿌리깊은 나무 | 1983年7月8日 - 1983年12月12日  | 22       |
| 3        | 雪中梅                      | 설중매/雪中梅 | 1984年1月9日 - 1985年2月26日   | 106      |
| 4        | 風蘭                        | 풍란          | 1985年3月11日 - 1985年10月8日  | 58       |
| 5        | 壬辰倭乱                    | 임진왜란      | 1985年10月14日 - 1986年4月15日 | 54       |
| 6        | 暴君 光海君                 | 회천문        | 1986年4月28日 - 1986年10月28日 | 50       |
| 7        | 傀儡王 仁祖                 | 남한산성      | 1986年11月3日 - 1987年1月27日  | 22       |
| 8        | 仁顕王后                    | 인현왕후      | 1988年1月13日 - 1988年10月13日 | 71       |
| 9        | 閑中録                      | 한중록        | 1988年10月19日 - 1989年6月1日  | 62       |
| 10       | 正祖大王 -偉大なる王の肖像- | 파문          | 1989年6月7日 - 1989年9月13日   | 28       |
| 11       | 大院君                      | 대원군        | 1990年5月6日 - 1990年12月23日  | 32       |
| 合計回数 | 合計回数                    | 合計回数      | 合計回数                       | 532      |

## 小説
李氏朝鮮時代の歴史書朝鮮王朝実録を基に、歴代国王やその周辺の事物・人物を題材としている。全48巻。2010年に全24巻の形で再版された。

### 背景
シン・ボンスンは青春映画の脚本家としてデビューしたが、民放テレビ局TBCの編成部次長より時代劇の脚本を書くことを薦められた。時代劇の知識が十分にないことを理由にシンは当初この話を断ったが、後に受諾して『思母曲』（TBC放送）の脚本を執筆した。この時は燃藜室記述を参考にしたという。
その後複数の時代劇の脚本を執筆した後、シンは決意して朝鮮王朝実録を読み始めた。当時朝鮮王朝実録は全体の3分の1程度しか朝鮮語訳がされておらず、当初は漢学者のもとに通って教授してもらいながら読んでいたが、それでも困難な作業であった。50歳の時シン・ボンスンは母校であった慶熙大学校の大学院国語国文学科に入学。入学後も朝鮮王朝実録を読み続け、読み始めてから9年後にようやく全文を読破した。朝鮮王朝実録の知識は、1982年にKBSで放送された時代劇『風雲』や、上記テレビドラマシリーズの脚本に生かされているとインタビューで語っている。
シン・ボンスンは1983年に慶熙大学校大学院を修了し修士号を得たが、学術研究よりも歴史小説執筆に魅力を感じるようになり、本作品を含む多数の作品へとつながっていった。

### 特徴
韓国文学者の権寧珉は作品の特徴として、以下の4点を挙げている:
1. 時代の流れの中で全ての史実を解釈しようとしている点。
2. 朝鮮王朝実録の記述自体が史実の歪曲である場合、その理由を究明しようとしている点。
3. 植民史観（朝鮮語版）等により低く評価されている事物・人物の再評価を試みている点。
4. 燃藜室記述が取り上げていない粛宗治世中期以降について、小説の形での表現を試みている点[4]。

### 各巻タイトル一覧
| 巻数 | 原題             | 巻数 | 原題       |
| ---- | ---------------- | ---- | ---------- |
| 1    | 松都에 부는 바람 | 25   | 庶女鄭蘭貞 |
| 2    | 開國前夜         | 26   | 校洞마님   |
| 3    | 漢陽遷都         | 27   | 文定王后   |
| 4    | 楸洞宮마마       | 28   | 倭亂       |
| 5    | 王道             | 29   | 他國에서   |
| 6    | 外戚도 功臣도    | 30   | 光海君     |
| 7    | 世子譲寧         | 31   | 西宮마마   |
| 8    | 對馬島征伐       | 32   | 仁祖反正   |
| 9    | 聖君世宗         | 33   | 孤亂       |
| 10   | 貢女와 嬪宮      | 34   | 南漢山城   |
| 11   | 뿌리 깊은 나무   | 35   | 回天門     |
| 12   | 訓民正音         | 36   | 北伐恨     |
| 13   | 少年端宗         | 37   | 張禧嬪     |
| 14   | 首陽大君         | 38   | 仁顯王后   |
| 15   | 癸酉靖難         | 39   | 安國洞마마 |
| 16   | 고운 님 여의옵고 | 40   | 思悼世子   |
| 17   | 雪中梅           | 41   | 西學       |
| 18   | 內命婦           | 42   | 殉教者     |
| 19   | 健元陵 가는 길에 | 43   | 江華도련님 |
| 20   | 思母曲           | 44   | 王氣說     |
| 21   | 暴君燕山         | 45   | 大院君     |
| 22   | 反正 그後        | 46   | 風雲       |
| 23   | 走肖爲王         | 47   | 東學       |
| 24   | 暴君燕山         | 48   | 王朝의悲劇 |